# Aurea (musikalbum)
Aurea är det självbetitlade debutalbumet från den portugisiska sångerskan Aurea som gavs ut 27 september 2010. Albumet innehåller 12 låtar. Albumet låg elva veckor som etta på den portugisiska albumlistan och totalt sjuttioen veckor inom topp-30. Albumet certifierades två gånger platina för fler än 40 000 sålda exemplar i Portugal. Fyra låtar från albumet släpptes som singlar.

## Låtlista
1. The Main Things About Me – 3:31
2. Busy (For Me) – 3:57
3. Don't Ya Say It – 3:23
4. The Only Thing That I Wanted – 3:44
5. Okay Alright – 3:59
6. No No No No (I Don't Want Fall In Love With You Baby) – 4:23
7. Heading Back Home – 3:46
8. Dreaming Alive – 2:55
9. Tower of Strength – 2:37
10. Waiting, Waiting (For You) – 3:32
11. Be My Baby – 3:02
12. The Witch Song – 4:30

## Listplaceringar
| Lista (2010-2012) | Topplacering |
| ----------------- | ------------ |
| Portugal          | 1            |

## Singlar
- 2008 "Okay Alright" (#11 i Portugal)[3]
- 2010 "Busy (For Me)" (#1 i Portugal)[3]
- 2011 "No No No No (I Don't Want Fall In Love With You Baby)" (#12 i Portugal)[3]
- 2011 "The Only Thing That I Wanted" (#12 i Portugal)[3]